# フレンチ・クオーター

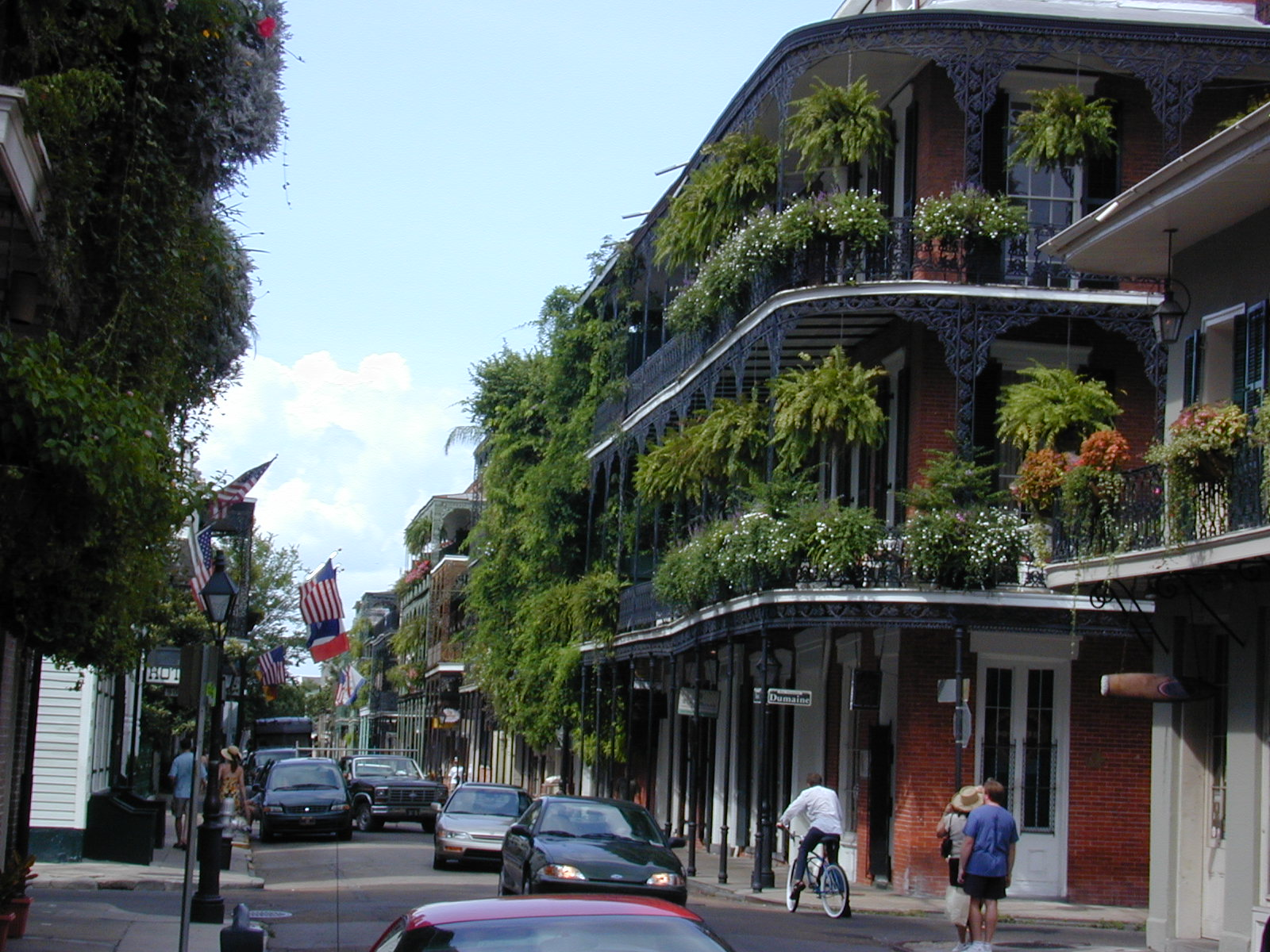
フレンチ・クオーターのバルコニー

フレンチ・クオーター（The French Quarter）は、ニューオーリンズの地区のひとつ。ヴュー・カレ (Vieux Carré、フランス語で「古き街-Old Square」の意) としても知られる。一般的に「The Quarter」と呼ばれる。

## 場所
一般的に、カナル・ストリート (南西)、エスプラネード・アベニュー (北東)、ランパート・ストリート (北西)、ミシシッピ川 (南東)の4辺で仕切られた地域指す。カナル・ストリートとエスプラネード・アベニューまでは12ブロック、ミシシッピ川からランパート・ストリートまでは7から9ブロックほどある。

## 歴史

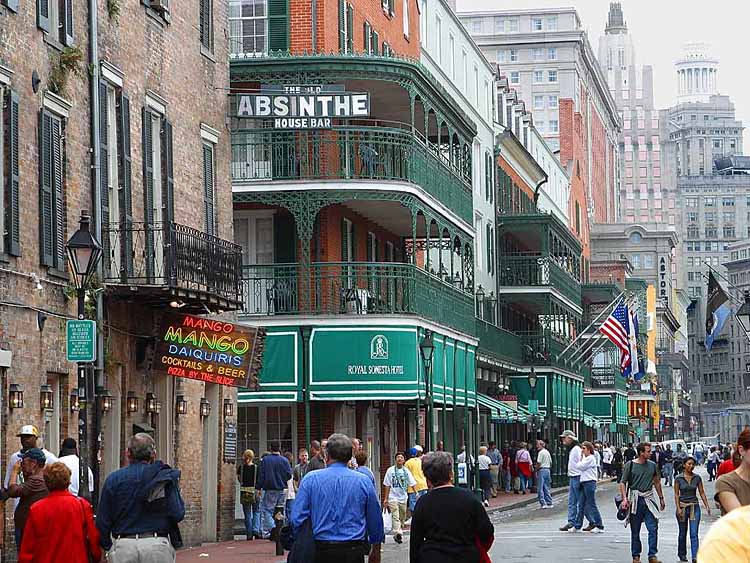
バーボン・ストリート

多くの建物は、ニューオーリンズがアメリカ合衆国に属する前のフランス植民地帝国時代やスペイン植民地時代のものである。19世紀後期から20世紀初期の建物もある。1920年代からフレンチ・クオーターの建築の保護が法定化された。
名前はフレンチ・クオーターだが、現存するのはフランスよりスペイン統治時代の建物が多い。1794年の大火事でフランス植民時代の多くの建物はなくなり、当時の統治者のスペイン植民が新しいデザインで、耐火性も高くした新しい建物を建てた。フランス様式の尖った屋根はタイルの平らな物になり、耐火性のために木造の壁は禁止され、色とりどりに塗られた漆喰になった。後に精巧な鉄細工のバルコニー（屋根なし）、ベランダ（屋根がある）で飾られた。
1803年のルイジアナ買収後もフランス植民者の子孫はこの地に住み、20世紀初期までフランス語が聞かれた。アメリカ人はフレンチ・クオーターの上流域に建築を始めた。19世紀後半になるとイタリア南部の出身者が住み始め、20世紀初期にはボヘミアンや芸術家が住み始めた。
1965年12月21日、この地域は「Vieux Carré Historic District」としてアメリカ国定歴史建造物に指定された。
1980年代、長く住んでいた居住者は、1984年のルイジアナ国際博覧会（ニューオーリンズ）の開催などで高騰した地価、家賃などのためにこの地区から移住した。
主にホテル、商業施設、バー、レストランなどが建ち並ぶ観光客のメッカだが、住宅もまだ残っている。

## ジャクソン・スクウェア

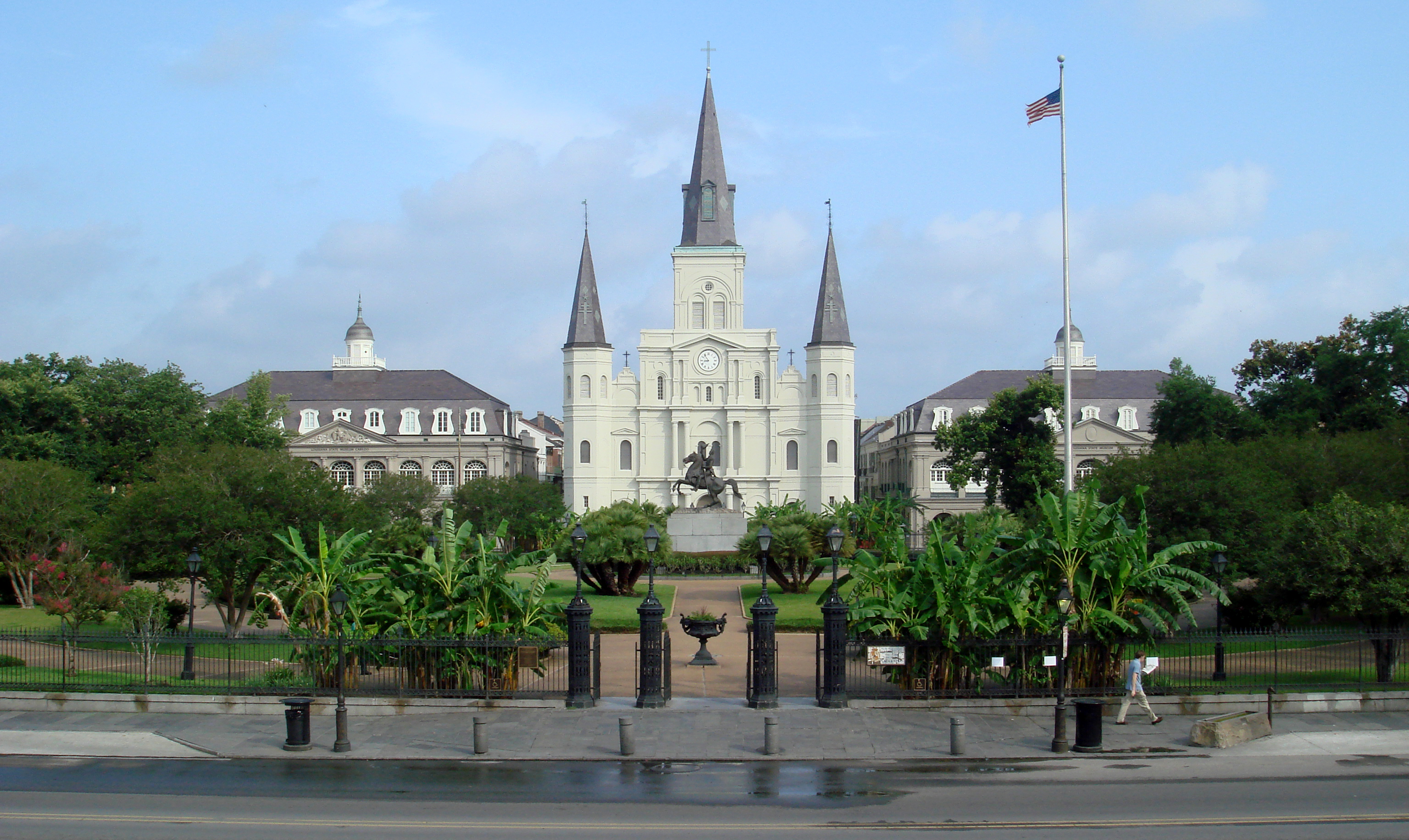
ジャクソン・スクウェア、ジャクソンの像とセント・ルイス大聖堂

ジャクソン・スクウェア（Jackson Square、旧Place des Armes - プラス・ダルム）は、建築家Louis H. Piliéがデザインしたフレンチ・クオーター中心部の公園。名前はアンドリュー・ジャクソンにちなむ。
ジャクソン・スクウェアの前に位置するセント・ルイス大聖堂は、1727年に建設された北米最古の大聖堂で、ニューオーリンズの名所のひとつに数えられる。また、カテドラルの反対側のディケイター通りを渡ったところには、喫茶店のカフェデュモンドがあり、こちらも人気スポットのひとつとなっている。

## バーボン・ストリート

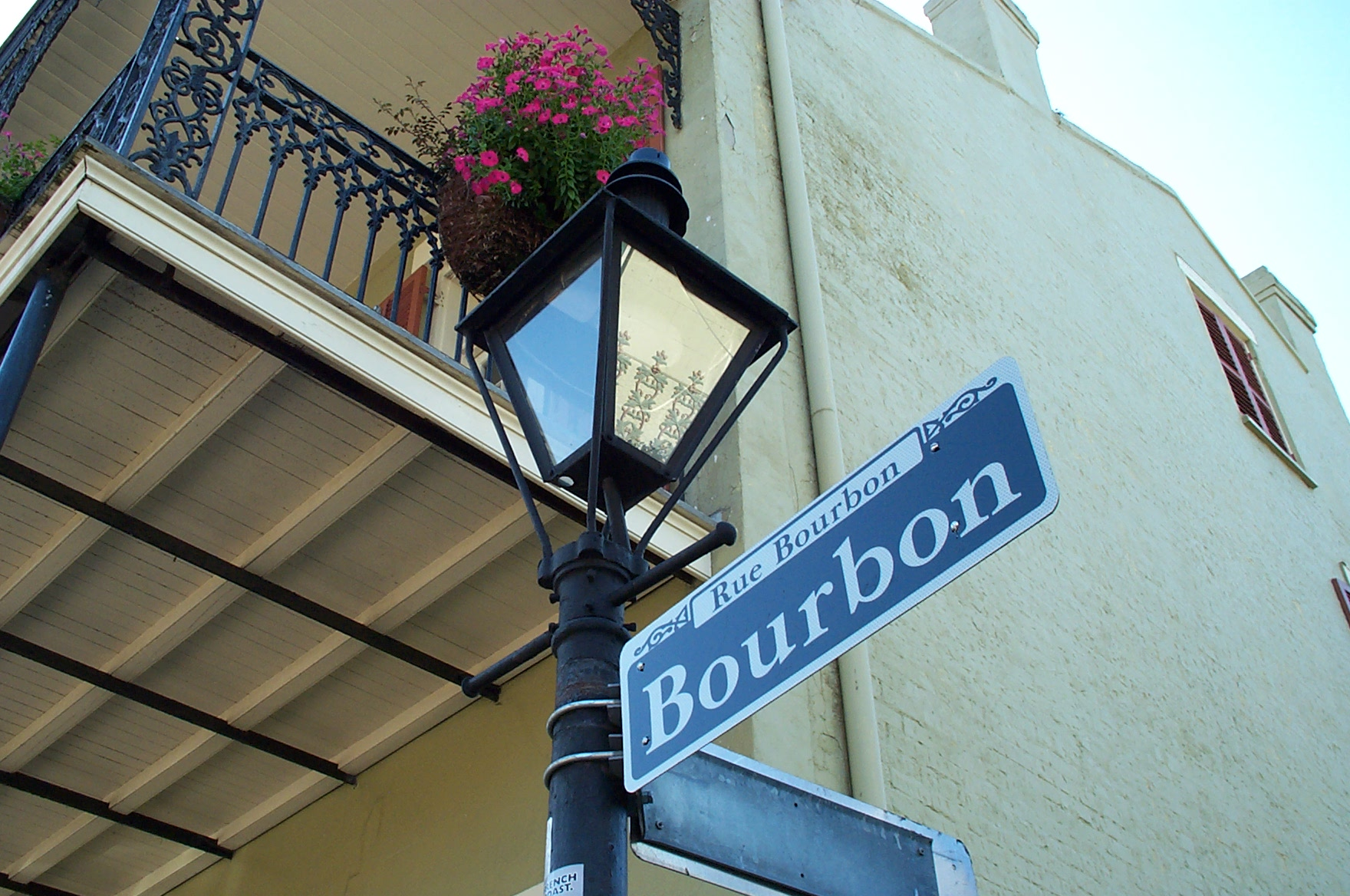
ブルボン家にちなんで名付けられた、バーボン・ストリート

有名なのは、バーが多く立ち並ぶバーボン・ストリート（Bourbon Street）である。"アッパー・バーボン・ストリート"と称されるカナル・ストリートに近い8ブロックに渡る地域には、有名店が集中している。Lafitte's Blacksmith Shopは、海賊で英雄的人物、ジャン・ラフィットが営んでいた店。

## その他の見どころ
- ロイヤル・ストリート - ニューオーリンズ屈指のアートギャラリー、アンティーク店が建ち並ぶ。
- プリザベーション・ホール - ニューオーリンズの伝統的なジャズの保存を目的として、1961年に開館したコンサート・ホール。建物は、フレンチ・クオーターの中で2番目に古い歴史的なものである。
- ニューオーリンズ造幣局 - アメリカ合衆国造幣局の支局が1909年までニューオーリンズに設置されていた。その建物はアメリカ国定歴史建造物に指定されており、現在は博物館になっている。(ハリケーン・カトリーナの被害により閉鎖中)
- フレンチ・マーケット - 1791年に設立された歴史のある市場。生鮮食料品から土産ものまで揃う。
- ジャクソン・ブルワリー - 元々は地元のビール工場だった建物で、現在はショッピング・モールになっている。
- ルイジアナ・ミュージック・ファクトリー - ニューオーリンズ音楽のCD、レコードが豊富なレコード店。店内ライヴもある。

## ハリケーン・カトリーナの影響
2005年8月下旬のハリケーン・カトリーナにより、ミシシッピ川の堤防が崩壊し、ニューオーリンズは洪水に襲われた。フレンチ・クオーターは他の地域に比べれば被害は少なく、多くの建物は破壊されず、再開した。
2005年9月26日にレイ・ネーギン市長は正式にフレンチ・クオーターの再開を宣言、1か月以内にほとんどすべての地区が再開された。